# ТЕЦ Gulf TLC
14°33′25″ пн. ш. 100°58′4″ сх. д. / 14.55694° пн. ш. 100.96778° сх. д.
ТЕЦ Gulf TLC — теплоелектроцентраль, яка споруджена у тайській провінції Сарабурі (на північний схід від столиці країни Бангкоку).
У 2013 році на майданчику станції став до ладу парогазовий блок комбінованого циклу номінальною потужністю 114 МВт, в якому дві газові турбіни потужністю по 47 МВт живлять через відповідну кількість котлів-утилізаторів одну парову турбіну з показником 37 МВт. Окрім виробництва електроенергії ТЕЦ продукує 15 тони технологічного пару на годину для потреб сусідніх промислових підприємств.
Станція отримала довгостроковий контракт на викуп 90 МВт потужності державною електроенергетичною компанією Electric Generating Authority of Thailand (EGAT).
Як паливо станція використовує природний газ. Спершу він надходив у провінцію Сарабурі по трубопроводу Вангной – Каенгкой, а з 2015-го по Четвертому трубопроводу.
Видача продукції відбувається по ЛЕП, що працює під напругою 115 кВ.
Проект реалізували через Gulf JP TLC Company Limited, яка належить японській Electric Power Development (також відома як J-POWER) та Gulf Energy Development Public Company (найбільший тайський приватний інвестор в електроенергетику). Первісно їх частки розподілялись як 90 % на 10 %, проте з 2016-го Gulf Energy Development збільшила свою участь до 40 %.